# N’Gatta Coulibaly
N’Gatta Coulibaly (* 1. Januar 1969) ist ein ivorischer Straßenradrennfahrer.
N’Gatta Coulibaly konnte 1999 die Gesamtwertung bei der Tour de l’Est International für sich entscheiden. In der Saison 2001 war er bei dem achten Teilstück der Tour du Faso erfolgreich. 2002 wurde Coulibaly ivorischer Meister im Straßenrennen. In der Saison 2004 wurde er erneut Erster der Gesamtwertung der Tour de l’Est International und er gewann die vierte Etappe bei der Tour de Ghana, wo er Gesamtdritter wurde.

## Erfolge
2001
- eine Etappe Tour du Faso

2002
- Ivorischer Meister – Straßenrennen